# Céline Boutier
Pour les articles homonymes, voir Boutier.
Céline Boutier, née le 10 novembre 1993 à Clamart (Hauts-de-Seine), est une golfeuse professionnelle française.
Céline Boutier naît et grandit en France dans la région parisienne. S'adonnant au golf dès ses jeunes années, elle devient en 2014 numéro une mondiale amateure remportant notamment les prestigieux Championnats d'Europe amateur en 2012 et de Grande-Bretagne amateur en 2015. Installée aux États-Unis en lien avec ses études en 2014, elle décide de passer professionnelle en 2016 à vingt-trois ans. Elle remporte ses premiers succès professionnels en 2017 sur le circuit européen LET et sur le circuit Symetra, circuit secondaire en lien avec la LPGA. Forte de ses résultats, elle intègre ainsi le circuit de la LPGA où elle remporte sa première victoire en février 2019 à l'Open Victorian en Australie et intègre le top 100 mondial.
Après la Pandémie de Covid-19 mettant en suspens de nombreux tournois, Céline Boutier passe un cap lors de sa victoire à l'Open de France en septembre 2021 suivie d'une nouvelle victoire sur la LPGA lors du Classique ShopRite en octobre 2021 lui permettant d'intégrer le top 30 mondial. Collectionnant des places d'honneur lors de la saison 2022 la maintenant dans le top 20 mondial, elle réalise une saison 2023 victorieuse de quatre prestigieux tournois sur le LPGA avec le LPGA Drive On Championship, son premier tournoi majeur le Championnat Amundi Evian (elle devient la première Française à inscrire son nom au palmarès de ce tournoi), l'Open écossais et le Championnat Maybank en Malaisie. Ces succès lui permettent d'atteindre la troisième place mondiale en août 2023.
En mars 2025, elle compte au total quinze victoires professionnelles dont un tournoi majeur, n'est pas sortie du top 10 mondial de juillet 2023 à mars 2025, et a remporté trois éditions de la Solheim Cup (éditions 2019, 2021 et 2023) avec l'Europe.
Début juillet 2024, le Comité national olympique et sportif français (CNOSF) annonce que Céline Boutier est sélectionnée, en compagnie de Perrine Delacour, pour former l'équipe de France olympique féminine de golf qui participera aux épreuves qui se dérouleront du 7 au 10 août 2024 sur le parcours du Golf national à Saint-Quentin-en-Yvelines.

## Biographie

### Famille et formation
Céline Boutier commence le golf à l'âge de 6 ans, entraînée par son père d'origine thaïlandaise.
De 2012 à 2016, elle étudie la psychologie et l’économie à l'Université Duke en Caroline du Nord.

### Carrière amateure
Pendant sa carrière amateur, Céline Boutier atteint le rang de numéro 1 mondiale amateure en 2014 et remporte le British Ladies amateur en 2015.
Elle joue pour l'Université Duke de 2012 à 2016 et remporte 4 tournois. Elle aide son équipe à remporter le Championnat universitaire NCAA féminin de golf en 2014.

### Carrière professionnelle
Céline Boutier devient professionnelle en 2016, sur le circuit américain : tout d'abord sur le Symetra tour, où ses résultats (2 victoires en 2017) lui permettent d'intégrer le LPGA dès 2018.
Elle joue également certains tournois sur le circuit européen (LET), avec 2 victoires : le Sanya Ladies Open en novembre 2017 et l'Australian Ladies Classic Bonville en février 2018.
En février 2019 elle remporte un tournoi du LPGA, le ISPS Handa Vic Open.
Elle est sélectionnée pour faire partie de l'équipe européenne de Solheim Cup 2019, qu'elle remporte en marquant 4 points (victoire dans tous ses matchs, notamment 2 foursomes et 1 fourball avec l'Anglaise Georgia Hall). Elle remporte de nouveau le titre avec l'équipe européenne en 2021.
Elle se qualifie pour les Jeux Olympiques de 2020 avec Perrine Delacour.
Céline Boutier remporte son premier tournoi du Grand Chelem le 30 juillet 2023 au Championnat Amundi Evian ce qui fait d'elle la première Française depuis 2003 (Patricia Meunier-Lebouc) à remporter un Majeur . Cette victoire lui permet de passer de 15e mondiale à 4e au Women's World Golf Rankings. Elle remporte le Scottish Open la semaine suivante. Ces résultats lui permettent d'être retenue pour la Solheim Cup, qu'elle remporte pour la 3ème fois d'affilée avec l'équipe européenne même si elle ne rapporte cette fois aucun point. Elle remporte en octobre une nouvelle victoire en LPGA en s'imposant au MayBank Championship à l'issue de neuf trous de play-off face à Atthaya Thitikul. Elle est désignée en fin d'année Championne des championnes de L'Équipe (France),.

## Palmarès

### Victoires professionnelles
| N° | Date       | Circuit principal | Tournoi                                     | Score           | Par  | Marge   | Finaliste                                |
| -- | ---------- | ----------------- | ------------------------------------------- | --------------- | ---- | ------- | ---------------------------------------- |
| 1  | 15/09/2016 | NWGA              | Fort Rucker Ladies Open                     | 71-70-69=270    | - 6  | 1 coup  | Sandra Changkija                         |
| 2  | 14/05/2017 | Symetra           | Self Regional Healthcare Foundation Classic | 68-68-70-72=278 | - 10 | Playoff | Paola Moreno                             |
| 3  | 09/09/2017 | Symetra           | Sioux Falls GreatLIFE Challenge             | 69-70-63-71=273 | - 11 | 1 coup  | Benyapa Niphatsophon                     |
| 4  | 18/11/2017 | LET               | Sanya Ladies Open                           | 67-69-68=204    | - 12 | 4 coups | Solar Lee                                |
| 5  | 09/09/2018 | LET               | Australian Ladies Classic[2]                | 70-68-67-73=278 | - 10 | 2 coups | Katie Burnett                            |
| 6  | 10/02/2019 | LPGA              | ISPS Handa Vic Open[2]                      | 69-71-69-72=281 | - 8  | 2 coups | Sarah Kemp Su-Hyun Oh Charlotte Thomas   |
| 7  | 04/06/2020 | AOGT              | Texas Women's Open                          | 68-64-67=199    | - 14 | 5 coups | Cheyenne Knight                          |
| 8  | 19/06/2020 | WAPT              | Kathy Whitworth Paris Championship          | 69-69-69-66=273 | - 3  | Playoff | Catherine O'Donnell                      |
| 9  | 18/09/2021 | LET               | Lacoste Ladies Open de France               | 68-66-68=202    | - 11 | 1 coup  | Kylie Henry                              |
| 10 | 03/10/2021 | LPGA              | ShopRite LPGA Classic                       | 66-70-63=199    | - 14 | 1 coup  | Brooke Henderson Ko Jin-young Inbee Park |
| 11 | 26/03/2023 | LPGA              | LPGA Drive On Championship                  | 69-66-65-68=268 | - 20 | Playoff | Georgia Hall                             |
| 12 | 30/07/2023 | LPGA              | Championnat Amundi Evian[3]                 | 66-69-67-68=270 | - 14 | 6 coups | Brooke Henderson                         |
| 13 | 06/08/2023 | LPGA              | Women's Scottish Open[3]                    | 69-68-66-70=273 | - 15 | 2 coups | Kim Hyo-joo                              |
| 14 | 29/10/2023 | LPGA              | Maybank Championship                        | 70-64-69-64=267 | - 21 | Playoff | Atthaya Thitikul                         |
| 15 | 06/10/2024 | LET               | Aramco Team Series                          | 66-68-66=200    | - 19 | 2 coups | Xiyu Lin                                 |

2 Co-sanctionné par le WPGA Tour of Australasia.

3 Co-sanctionné par le Ladies European Tour.

### Résultats dans les tournois majeurs
| Tournoi                | 2018 | 2019 | 2020 | 2021 | 2022 | 2023 | 2024 | 2025 |
| ---------------------- | ---- | ---- | ---- | ---- | ---- | ---- | ---- | ---- |
| Chevron                | —    | CUT  | 44e  | 50e  | 4e   | 14e  | CUT  | CUT  |
| Championnat de la LPGA | CUT  | 53e  | 37e  | 7e   | CUT  | 30e  | 19e  | CUT  |
| Open américain         | —    | 5e   | CUT  | 35e  | 34e  | 45e  | 58e  | 45e  |
| Evian Championship     | 69e  | 67e  | —    | 29e  | CUT  | 1ère | 39e  | 21e  |
| Open britannique       | CUT  | 6e   | CUT  | CUT  | 7e   | 16e  | 22e  | 23e  |

CUT = A raté le cut

AB = abandon

Fond vert: victoire; Fond jaune: top 10.

source

### Solheim Cup
| 2019  | 1 | 0 | 0 | 2 | 0 | 0 | 1 | 0 | 0 | 4 | 0 | 0 | 4   |
| 2021  | 1 | 0 | 0 | 0 | 0 | 1 | 0 | 1 | 0 | 1 | 1 | 1 | 1.5 |
| 2023  | 0 | 0 | 1 | 0 | 0 | 2 | 0 | 0 | 0 | 0 | 0 | 3 | 0   |
| 2024  | 1 | 0 | 0 | 1 | 0 | 1 | 0 | 0 | 1 | 2 | 0 | 2 | 2   |
| Total | 3 | 0 | 1 | 3 | 0 | 4 | 1 | 1 | 1 | 7 | 1 | 6 | 7.5 |

## Classement WWGR en fin de saison
Le golf féminin a mis en place un classement mondial, nommé le Women's World Golf Rankings, introduit en 2006.
| Année        | 2014 | 2015 | 2016 | 2017 | 2018 | 2019 | 2020 | 2021 | 2022 | 2023 | 2024 |
| Rang mondial | 417e | 633e | 819e | 188e | 121e | 58e  | 57e  | 28e  | 12e  | 3e   | 9e   |

## Distinction
- Championne des championnes de L'Équipe (France) 2023[18].